# أبو بكر محمد بن علي الماذرائي
أبو بكر محمد بن علي الماذرائي (871-957) كان آخر ممثل مهم لسلالة الماذرائية البيروقراطية من المسؤولين الماليين. شغل منصب مدير المالية في مصر والشام في عهد الدولة الطولونية والخلافة العباسية، كما أصبح وزيرًا للحاكم الطولوني هارون بن خمارويه، ثم تولى منصبًا رفيعًا في عهد الإخشيديين.

## الحياة
وُلد محمد في عام 871، وهو ابن علي بن أحمد المظهاري وحفيد مؤسس العائلة، أبو بكر أحمد. عُين أحمد رئيسًا للمالية في مصر الطولونية في عام 879، وعُينَ أفراد عائلته أيضًا في مناصب عليا في البيروقراطية المالية. وكما يظهر من نسبته، فإن العائلة تنحدر من قرية ماذراءة بالقرب من واسط في جنوب العراق. وصل محمد إلى مصر في عام 885، حيث أصبح والده وزيرًا للحاكم الطولوني خمارويه (حكم من 884 إلى 896). وقد عينه علي نائبًا لمدير المالية. قُتل والده مع خليفة خمارويه قصير العمر، جيش، في عام 896، وأصبح محمد وزيرًا للحاكم الطولوني الجديد، هارون بن خمارويه (حكم من 896 إلى 904).
بعد الإطاحة بالطولونيين وإعادة السيطرة المباشرة على مصر والشام من الخلافة العباسية في 904-905، رُحّل محمد والعديد من أتباعه إلى العاصمة العباسية بغداد، بينما تمكن عمه أبو علي الحسين، بفضل اتصالاته في البلاط العباسي، من النجاة من تغيير النظام وأصبح المدير المالي لمصر. وانخرطت العائلة الآن في صراعات فئوية بين الفصائل البيروقراطية الرائدة في بغداد، وانحازت إلى المعارضة ضد عشيرة بني الفرات. وقد تقلبت أحوالها نتيجة لذلك: ففي عام 913، انتقل الحسين مرة أخرى إلى الشام، بينما غادر محمد بغداد لتولي إدارة المالية في مصر، ولكن عُزل كلاهما في عام 917، عندما استعاد بنو الفرات الوزارة في بغداد.
ثم تقاعد محمد ليعيش حياته الخاصة في العاصمة المصرية الفسطاط. وكانت العائلة قد جمعت ثروة هائلة من خلال سيطرتها على أموال المقاطعة، لكن محمدًا واصل زيادتها. وفي الوقت نفسه، كان يُعبّر علنًا عن تقواه الدينية، من خلال الذهاب إلى الحج إلى مكة كل عام بين عامي 913 و934، وتوزيع الهدايا السخية على المدينتين المقدستين مكة والمدينة وسكانهما. وفي أثناء الغزو الفاطمي الثاني لمصر، راسل الماذرائي القائد الفاطمي، ولي القائم، وأطلعه على حالة حامية الفسطاط. وبما أن القائم لم يشن هجومًا على المدينة، على الرغم من ضعف الحامية، فربما يكون الماذرائي قد لعب لعبة مزدوجة، محاولًا تأخير الهجوم حتى وصول القوات العباسية الجديدة من العراق.
أُعيد تعيين الماذرائي مديرًا للمالية المصرية في عام 930، تحت ولاية صديقه تكين الخزري، لكنه فقد منصبه مرة أخرى بعد وفاة تكين في عام 933 م. وفي الصراع الطائفي الذي اجتاح مصر بعد وفاة تكين، لعب محمد دورًا رئيسًا، وكان خصمًا لابن تكين محمد. في عام 935، عُين محمد بن طغج حاكمًا على مصر من الوزير العباسي أبو الفتح الفضل (عضو آخر من بني الفرات). ورغم أن ابن طغج تواصل معه وسعى إلى اتفاق ودي، إلا أن محمدًا رفض الاعتراف بتعيينه وحاول مقاومة استيلائه على مصر، لكن قواته انشقت عن ابن طغج دون قتال.
وبعد دخول ابن طغج إلى الفسطاط في آب 935، اختبأ محمد، ولكن عندما تخلى أبو الفتح الفضل نفسه عن بغداد وجاء إلى مصر في عام 937، قُبض على الماذرائيين، واضطر محمد إلى التنازل عن الكثير من ثروته للخزانة. وبعد وفاة أبي الفتح الفضل سنة 939م، أُطلق سراحه من السجن، وسرعان ما استعاد رتبته وسلطته في البلاط الإخشيدي. بحلول وقت وفاة ابن طغج في عام 946، كان قويًّا بما يكفي ليصبح الوصي الفعلي لابن ابن طغج القاصر أونجور، ولكن سرعان ما أُطيح به وسُجن في انقلاب دبّره جعفر بن أبي الفتح الفضل. أُطلق سراحه في عام 947 من الرجل القوي الجديد، كافور، وتقاعد مرة أخرى في الحياة الخاصة. كانت وفاته في الفسطاط في 16 كانون الثاني 957 نهاية السلالة الماذرائية التي شغلَت مناصب المالية في مصر والشام.